# Kisau
Kisau is een bestuurslaag in het regentschap Ogan Komering Ulu Selatan van de provincie Zuid-Sumatra, Indonesië. Kisau telt 2882 inwoners (volkstelling 2010).